# Сафонов, Михаил Иванович (генерал)
Михаил Иванович Сафонов (1727—1782) — генерал-поручик.

## Биография
Родился в 1727 году. С 20 апреля 1740 года именным указом был определён пажом цесаревны Елизаветы Петровны. С 9 октября 1742 года — камер-паж, с 16 октября 1746 года — поручик лейб-гвардии Преображенского полка и с 18 декабря того же года — камер-юнкер, с 25 декабря 1755 года — действительный камергер.
Был произведён в генерал-майоры в 1756 году. В том же году стал кавалером ордена Св. Анны. По данным на 1759 год он проживал в Москве в приходе церкви Троицы в Сыромятниках (  ЦИАМ. Ф. 203. Оп. 747. Д. 266.) .
«По случаю восшествия на престол и коронации» Екатерины II 22 сентября 1762 года был отправлен в отставку с награждением чином генерал-поручика.
Умер в 1782 году.
Был женат с 4 ноября 1747 года на двоюродной сестре императрицы Елизаветы Петровны, графине (с 25.04.1742) Марфе Симоновне Гендриковой (1727—1754) — сестре И. С. Гендрикова. Их сын, Пётр Михайлович (1749—?) был актуариусом Коллегии иностранных дел и потомства не оставил. У них ещё были дочери: Елизавета (в замужестве Щербатова) и Марфа (в замужестве Дмитриева-Мамонова).